# 플레이위드코리아
주식회사 플레이위드코리아(영어: Playwith Korea)는 드림아크그룹 계열의 비디오 게임 기업이다.

## 주요 게임

### 서비스 중
- 로한
- 로한2
- 씰 온라인
- SEAL M[a]
- 씰M[b]

### 서비스 종료
- 로한M

### 내용주
1. ↑  대만 및 동남아시아에서 서비스 중
2. ↑  2023년 11월 30일 대한민국 서비스 시작